# 柳実郎
柳 実郎（やなぎ じつろう、1945年（昭和20年）12月9日 - ）は、日本の政治家。元兵庫県洲本市長（2期）。

## 来歴
東京理科大学理学部卒。学校法人柳学園理事長を経て、2004年洲本市長に初当選。旧洲本市長を1期務め、2006年合併により、新洲本市が誕生、これによる市長選挙に立候補し、初当選した。市長は1期務め、2010年に引退した。